# Gangstar 2: Kings of L.A.
Gangstar 2: Kings of L.A. est un jeu vidéo de type GTA-like sorti en 2008 pour téléphones mobiles, Nintendo et développé par Gameloft. Sorti en novembre 2008, il s'agit du second épisode de la série Gangstar.

## Accueil
- IGN : 5/10[1]

- Pocket Gamer : 4/5[2]